# Main de base
 (octobre 2021).
Si vous disposez d'ouvrages ou d'articles de référence ou si vous connaissez des sites web de qualité traitant du thème abordé ici, merci de compléter l'article en donnant les références utiles à sa vérifiabilité et en les liant à la section « Notes et références ».
Au bridge, la notion de main de base est utilisée pour élaborer les plans de jeu du déclarant dans les contrats à l'atout.
La main de base est la main dans laquelle on comptera les levées de base, nombre à partir duquel on obtient le nombre de levées à aller chercher dans la main secondaire.
Les deux principales techniques exploitant la main secondaire sont :
- les coupes de la main secondaire (dites le plus souvent coupes de la main courte),
- l'affranchissement d'une couleur secondaire.

On choisit en principe pour main de base la main comportant la plus grande longueur d'atout, sauf précisément lorsque l'on joue en mort inversé.
Lorsque la main du mort et celle du déclarant possèdent le même nombre d'atouts, plusieurs critères entrent en ligne de compte pour le choix de la main de base; il est généralement préférable de choisir alors comme main de base:
- La main ayant les plus beaux atouts.
- La main comptant le moins de perdantes.
- La main comptant le moins de perdantes 'non-effaçables'.

## Exemple
| ♠ | R       |
| ♥ | 8 7 6   |
| ♦ | V 6 3 2 |
| ♣ | A 9 6 4 |

| ♠ | …………    |
| ♥ | x x (x) |
| ♦ | …………    |
| ♣ | …………    |

| ♠ | …………    |
| ♥ | x x (x) |
| ♦ | …………    |
| ♣ | …………    |

| ♠ | A 8 3 2   |
| ♥ | A R 9 5 2 |
| ♦ | A         |
| ♣ | V 8 5     |

| ♠ | R       |
| ♥ | 8 7 6   |
| ♦ | V 6 3 2 |
| ♣ | A 9 6 4 |

| ♠ | …………    |
| ♥ | x x (x) |
| ♦ | …………    |
| ♣ | …………    |

| ♠ | …………    |
| ♥ | x x (x) |
| ♦ | …………    |
| ♣ | …………    |

| ♠ | A 8 3 2   |
| ♥ | A R 9 5 2 |
| ♦ | A         |
| ♣ | V 8 5     |

| ♠ | R       |
| ♥ | 8 7 6   |
| ♦ | V 6 3 2 |
| ♣ | A 9 6 4 |

| ♠ | …………    |
| ♥ | x x (x) |
| ♦ | …………    |
| ♣ | …………    |

| ♠ | …………    |
| ♥ | x x (x) |
| ♦ | …………    |
| ♣ | …………    |

| ♠ | A 8 3 2   |
| ♥ | A R 9 5 2 |
| ♦ | A         |
| ♣ | V 8 5     |

| ♠ | R       |
| ♥ | 8 7 6   |
| ♦ | V 6 3 2 |
| ♣ | A 9 6 4 |

| ♠ | …………    |
| ♥ | x x (x) |
| ♦ | …………    |
| ♣ | …………    |

| ♠ | …………    |
| ♥ | x x (x) |
| ♦ | …………    |
| ♣ | …………    |

| ♠ | A 8 3 2   |
| ♥ | A R 9 5 2 |
| ♦ | A         |
| ♣ | V 8 5     |

Sud joue le contrat de 4♥, sur entame du Roi de ♦.
La main de base est celle du bas, longue à l'atout. On y dénombre 4 levées d'honneur (A♠, AR♥, A♦), plus deux levées de longueur à l'atout, dès que les atouts adverses sont répartis 3-2. Dans la main secondaire, on compte 2 levées d'honneur (R♠ et A♣). On obtient un total de 8 levées ; il faut donc en trouver 2 autres pour faire le contrat. 
Elles proviendront de la coupe de 2 petits piques avec les atouts de la main courte.
Le coup se planifie donc ainsi :
1. Entame du R♦ prise de l'As
2. 2♠ pour le Roi
3. 6♥ pour l'As
4. 3♠ coupé du 7♥
5. 3♦ coupé du 2♥
6. 8♠ coupé du 8♥
7. A♣
8. 3♦ coupé du 9♥
9. R♥
10. A♠. Si l'A♠ est coupé, on fera le dernier petit atout. 10 levées. Sous réserve que les atouts adverses soient bien répartis 3-2.

Le plan de jeu ci-dessus est typiquement un plan dit de double-coupe. Les coupes de la main longue n'ajoutent pas de levées ; elles ont uniquement une fonction de communication.